# Грабів (Прилуцький район)
Гра́бів — село в Україні, у Прилуцькому районі Чернігівської області.  Входить до складу Ічнянської міської громади.

## Географія
Село  Грабів  знаходиться на берегах річки Іченьки, яка через 2,5 км впадає в річку Удай, вище за течією на відстані 2 км розташоване село Лучківка. Місцевість навколо села заболочена. До села примикає лісовий масив.

## Історія
1750 рік - дата заснування. Є на карті 1787 [2]
Село було приписано до Михайлівської церкви у Лучківці.
1862 року у селі Грабів було 11 дворів де проживали 85 осіб (43 чол. і 42 жін.)
Село Грабов поглинуло хутір Грабовський між 1869 і 1910 роком.
1911 року в селі Грабово Малодівицької волості Прилуцького повіту жила 131 людина.

## Видатні люди
- Шульга Микола Олександрович (вчений-механік) (1938, Грабів - 2012) — видатний український вчений в галузі механіки, член-кореспондент Національної академії наук України, доктор фізико-математичних наук, лауреат Державної премії України.
- Шевченко Станіслав Олексійович (1947, Грабів) — український поет, журналіст, перекладач. Заслужений діяч мистецтв України.